# Gran Premi Laguna Poreč
El Gran Premi Laguna Poreč és una competició ciclista d'un sol dia que es disputa per la península Ístria a Croàcia. La primera edició es disputà el 2015 ja formant part del calendari de l'UCI Europa Tour.

## Palmarès
| Any  | Vencedor        | Segon           | Tercer           |
| ---- | --------------- | --------------- | ---------------- |
| 2015 | Michael Gogl    | Seid Lizde      | Simone Petilli   |
| 2016 | Filippo Ganna   | David Per       | Domen Novak      |
| 2017 | Andrea Toniatti | Paolo Totò      | Stephan Rabitsch |
| 2018 | Paolo Totò      | Lukas Schlemmer | Andrea Toniatti  |